# Matt Corboy
Matt Corboy (Honolulu, 4 giugno 1973) è un attore statunitense.

## Biografia
Ha iniziato a recitare nel 1996 comparendo in molti spot pubblicitari, film e serie televisive. Il suo ruolo più noto è quello dell'agente Ray Carson nella serie The Shield. Nel 2011 ha interpretato il cugino Ralph nel film acclamato dalla critica Paradiso amaro.
Nel 2017 è stato scelto per il ruolo di Jared Preston Jr. nella soap opera della ABC General Hospital.

## Filmografia parziale

### Cinema
- Lilo & Stitch 2 - Che disastro Stitch! (Lilo & Stitch 2: Stitch Has a Glitch), regia di Michael LaBash e Tony Leondis (2005) – voce
- Paradiso amaro (The Descendants), regia di Alexander Payne (2011)
- Circle, regia di Aaron Hann e Mario Miscione (2015)
- Straight Outta Compton, regia di F. Gary Gray (2015)
- Masterminds - I geni della truffa (Masterminds), regia Jared Hess (2015)
- Passengers, regia di Morten Tyldum (2016)
- Tutto ciò che voglio (Please Stand By), regia di Ben Lewin (2017)
- Paws of Fury - La leggenda di Hank (Paws of Fury: The Legend of Hank), regia di vari (2022) – voce

### Televisione
- Jarod il camaleonte (The Pretender) – serie TV, episodio 2x03 (1997)
- Seven Days – serie TV, episodio 1x17 (1999)
- JAG - Avvocati in divisa (JAG) – serie TV, episodio 5x06 (1999)
- The District – serie TV, episodio 1x10 (2000)
- Spin City – serie TV, episodio 6x11 (2001)
- The Shield – serie TV, 17 episodi (2002-2008)
- Malcolm (Malcolm in the Middle) – serie TV, episodio 4x15 (2003)
- Cold Case - Delitti irrisolti (Cold Case) – serie TV, episodio 3x05 (2005)
- Lilo & Stitch (Lilo & Stitch: The Series) – serie TV, 3 episodi (2005-2006) – voce
- Threshold – serie TV, 1x10 (2006)
- West Wing - Tutti gli uomini del Presidente (The West Wing) – serie TV, episodio 7x12 (2006)
- The Loop – serie TV, episodio 1x02 (2006)
- MADtv – serie TV, episodio 12x12 (2007)
- NCIS - Unità anticrimine (NCIS) – serie TV, episodio 5x13 (2008)
- I Thunderman (The Thundermans) – serie TV, 2 episodi (2013-2016)
- Criminal Minds – serie TV, episodio 10x16 (2015)
- Le regole del delitto perfetto (How to Get Away with Murder) – serie TV, un episodio (2017)
- A casa di Raven (Raven's Home) – serie TV, un episodio (2018)
- This Is Us – serie TV, 4 episodi (2019-2022)

## Doppiatori italiani
Nelle versioni in italiano delle opere in cui ha recitato, Matt Corboy è stato doppiato da:
- Fabrizio Picconi in The Shield, A casa di Raven
- Enrico Pallini in The Shield (ep. 1x06, 1x10, 1x12-13)
- Guido Di Naccio in The Shield (ep. 7x01, 7x03)
- Saverio Indrio in Cold Case - Delitti irrisolti
- Riccardo Scarafoni in NCIS - Unità anticrimine
- Roberto Certomà in CSI: NY
- Raffaele Carpentieri in Mad Men
- Franco Mannella in Masterminds - I geni della truffa
- Stefano Alessandroni in Criminal Minds
- Gino Manfredi in Lucifer (ep. 1x01)
- Paolo Vivio in Lucifer (ep. 6x01)
- Luca Violini in Un amore di mezza estate
- Marco Vivio in Le regole del delitto perfetto
- Dado Coletti in This Is Us (ep. 3x14)
- Tony Sansone in This Is Us (st. 6)
- Giorgio Borghetti in FBI: International
- Emilio Mauro Barchiesi in S.W.A.T.
- Massimo De Ambrosis in Running Point